# 스콧 필그림, 날아오르다!
《스콧 필그림, 날아오르다!》(영어: Scott Pilgrim Takes Off)는 넷플릭스에서 2023년 11월 17일부터 방영된 미국, 일본의 애니메이션 시리즈이다.

## 개요
스콧 필그림 시리즈를 원작으로 한 넷플릭스 오리지널 애니메이션으로, 아벨 곤고라가 감독을 담당하고, 책임프로듀서는 한국의 애니메이터 최은영 (애니메이터)이 담당하며, 애니메이션 제작은 일본의 사이언스 SARU가 담당한다.